# Zsolt Marton
Zsolt Marton (ur. 26 marca 1966 w Budapeszcie) – węgierski duchowny katolicki, biskup Vác od 2019.

## Życiorys
Święcenia kapłańskie otrzymał 20 czerwca 1998 i został inkardynowany do diecezji Vác. Był m.in. sekretarzem biskupim, notariuszem sądu biskupiego, a także prefektem studiów i rektorem seminarium w Budapeszcie.
12 lipca 2019 papież Franciszek mianował go ordynariuszem diecezji Vác. Sakry udzielił mu 24 sierpnia 2019 kardynał Péter Erdő.